# Амариллис белладонна
Амариллис белладо́нна, или Амариллис красавица (лат. Amarýllis belladónna) — однодольное цветковое растение, типовой вид рода Амариллис (Amaryllis) семейства Амариллисовые (Amaryllidaceae).
Родина растения — Южная Африка.
В некоторых источниках определяется единственным видом рода Амариллис, однако к настоящему времени в составе рода выделяется 2—4 вида амариллисов.

## Описание

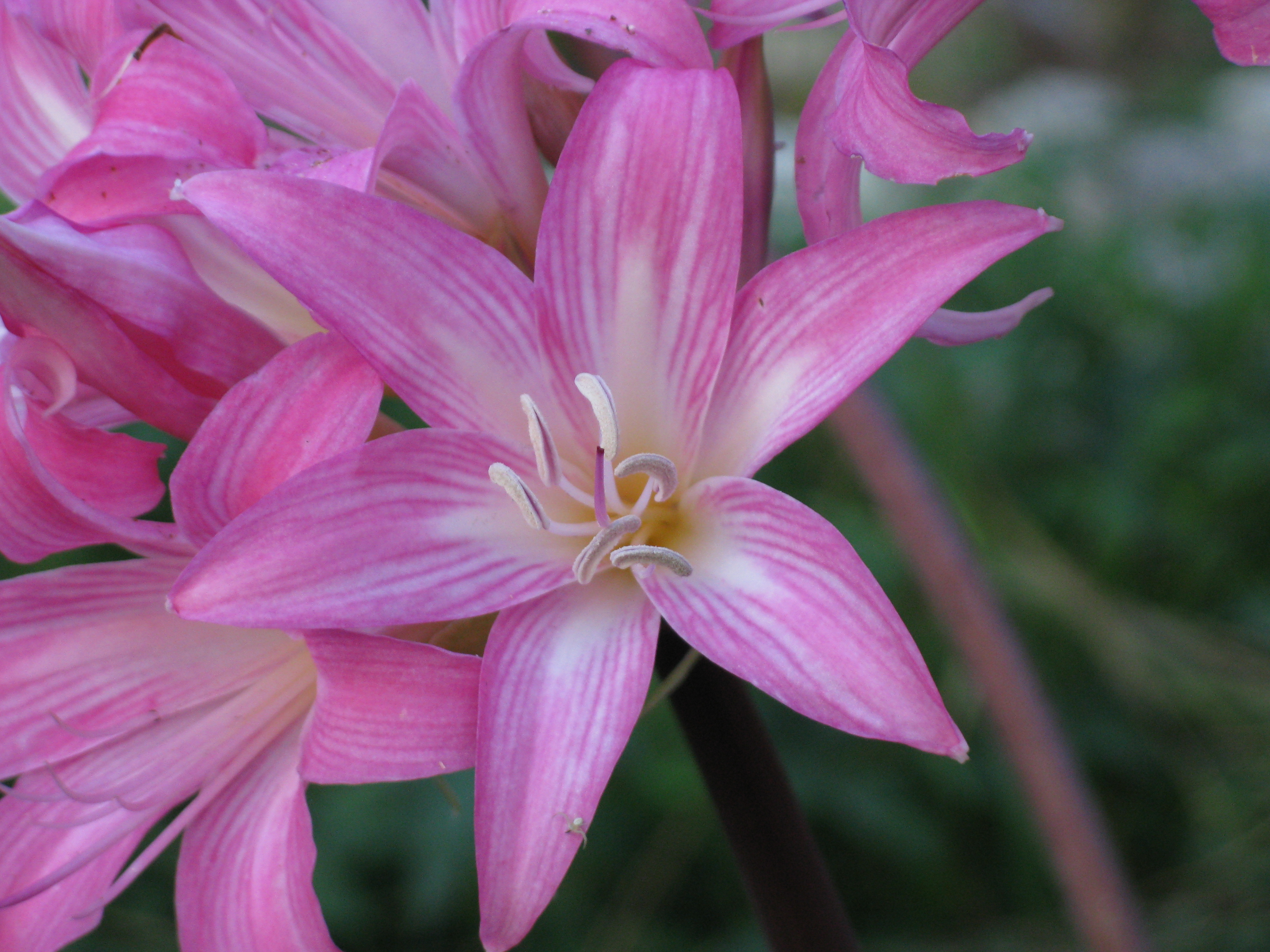
Цветки амариллиса

Амариллис белладонна — луковичное растение, луковица достигает 5—10 см в диаметре.
Цветонос безлистый, листья — зелёного цвета, 30—50 см в длину и 2—3 см в ширину, расположены в два ряда. Листья образуются осенью или ранней весной в условиях холодного климата и отмирают до конца весны.
В конце лета каждая луковица выпускает один или два голых цветоноса, достигающих 30—60 см, каждый из которых несёт соцветие, состоящее из 2—12 воронковидных цветков. Цветки от белого до розового оттенков, встречаются красного и фиолетового цвета. Размер цветков — 6—10 см в диаметре, состоят из шести лепестков.

## Значение
Популярное декоративное растение, может выращиваться как горшечная культура или в открытом грунте. Растение ядовито.